# Abraham Ancer
Artikeln följer den spanska namnseden; faderns efternamn är Ancer och moderns efternamn Sagastegui.
Abraham Ancer Sagastegui, född 27 februari 1991 i McAllen, Texas i USA, är en mexikansk-amerikansk professionell golfspelare som spelar för Liv Golf sedan den 21 juni 2022. Han har tidigare spelat bland annat på PGA Tour, PGA European Tour och PGA Tour.
Ancer har vunnit en PGA-vinst, en European-vinst och en Korn Ferry-vinst. Hans bästa placering i majortävlingar är en åttonde plats vid 2021 års PGA Championship.
Ancer deltog också i 2019 års Presidents Cup. Han var även med och tävlade för Mexiko vid de olympiska sommarspelen 2020.
Ancer studerade vid University of Oklahoma och spelade golf för deras idrottsförening Oklahoma Sooners. Ancer avlade en kandidatexamen i allmänna studier (general studies).